# Большой Талмаз
Большой Талмаз — село в Куединском районе Пермского края. Административный центр Талмазского сельского поселения.

## Географическое положение
Расположено на реке Ирмиза, примерно в 23 км к северо-западу от Куеды.

## История
Поселение известно как деревня с 1816 года. Селом стало в 1888 году, когда здесь была построена Александро-Невская деревянная церковь. Название получило по реке Большой Талмаз (ныне Талмазинка), притоку реки Ирмиза. В 1934 году возник колхоз им. Яковлева (с 19 ноября 1935 года — им. Куйбышева), который 15 июля 1950 года был укрупнён (слились четыре сельхозартели). Большой Талмаз являлся центром Талмазского сельского совета (до января 2006 года).

## Население
| 2010 |
| ---- |
| 231  |